# Abyssocottus korotneffi
Abyssocottus korotneffi is een straalvinnige vissensoort uit de familie van de diepwaterdonderpadden (Abyssocottidae). De wetenschappelijke naam van de soort is voor het eerst geldig gepubliceerd in 1906 door Berg.